# John Montagu (admirál)
John Montagu (1719 Lackham House, Wiltshire, Anglie – 7. září 1795 Fareham, Anglie) byl britský admirál a námořní vojevůdce ve válkách proti Francii v 18. století. U Royal Navy sloužil od roku 1733, jako nižší důstojník se vyznamenal v dynastických válečných konfliktech v Evropě i v zámoří. V roce 1770 dosáhl hodnosti kontradmirála, během války proti americkým kolonistům byl vrchním velitelem britského námořnictva v severní Americe (1771–1774) a později guvernérem v Newfoundlandu (1776–1779). V hodnosti admirála (1782) završil svou kariéru jako velitel přístavu v Portsmouthu (1783–1786). U námořnictva se uplatnili také dva jeho synové, George (1750–1829) dosáhl hodnosti admirála, mladší James (1752–1794) padl jako kapitán ve válkách s republikánskou Francií.

## Životopis

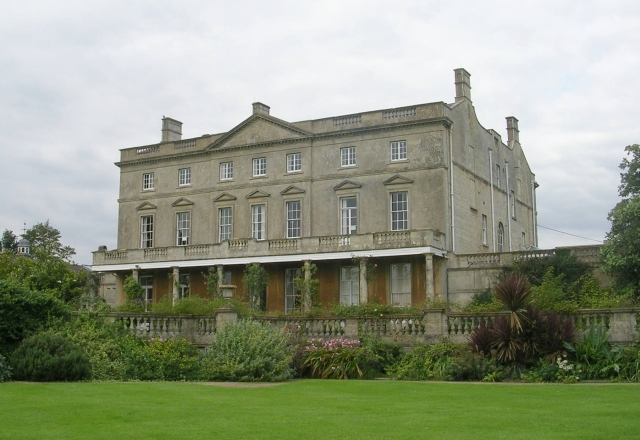
Zámek Lackham House (Wiltshire), rodové sídlo v podobě po přestavbě z konce 18. století

Pocházel ze šlechtické rodu Montagu, patřil k vedlejší linii vévodů z Manchesteru. Narodil se na zámku Lackham House jako syn právníka a poslance Dolní sněmovny Johna Montagu (1673–1747). V roce 1733 nastoupil ke studiu na námořní akademii v Portsmouthu, brzy poté vstoupil do aktivní služby u námořnictva a již v roce 1740 byl jmenován poručíkem. Za války o rakouské dědictví bojoval v bitvě u Toulonu (1744) a následně byl členem válečného soudu s admirálem Lestockem. V roce 1745 byl povýšen na komandéra a dostal první samostatné velení lodi. Již o rok později byl kapitánem (1746) a v roce 1747 se s admirálem Ansonem zúčastnil bitvy u Finisterre. V letech 1748–1754 byl také poslancem Dolní sněmovny, kde zastupoval město Huntingdon. Do parlamentu byl zvolen s podporou svého vzdáleného příbuzného hraběte ze Sandwiche, který byl tehdy ministrem námořnictva. Ve sněmovně setrval jedno volební období a v dalších volbách v roce 1754 již nekandidoval.

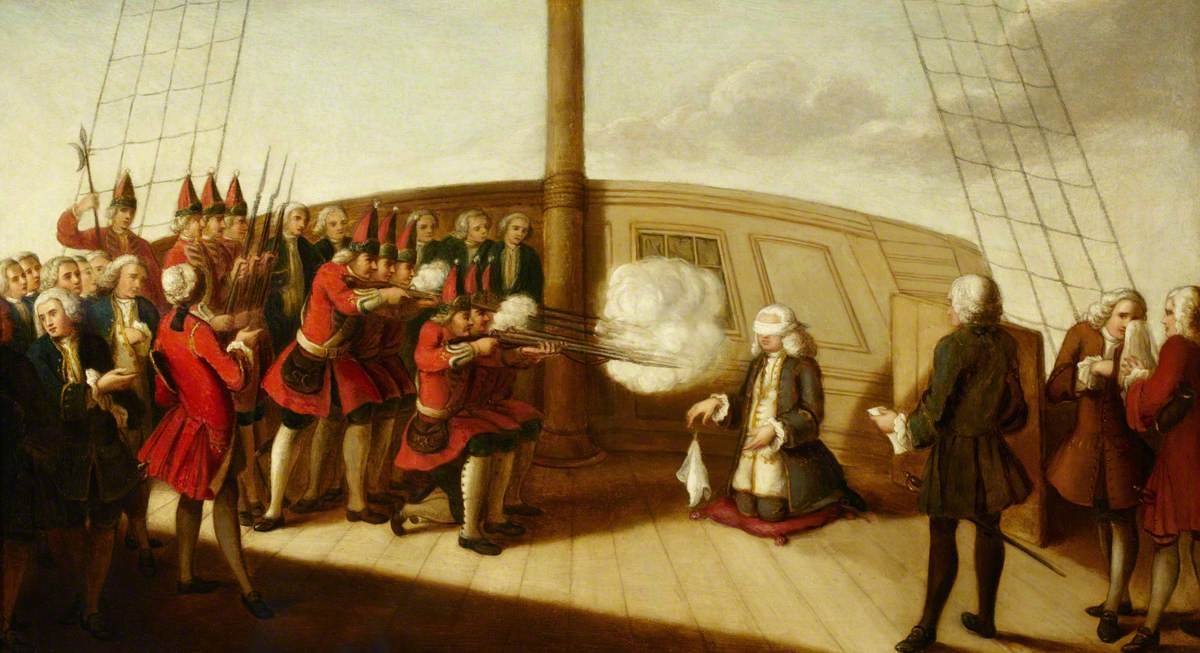
Kapitán John Montagu na své vlajkové lodi dohlíží na popravu admirála Johna Bynga (1757, obraz ze sbírek Národního námořního muzea v Greenwichi)

Na počátku sedmileté války operoval v Lamanšském průlivu a Středomoří, v roce 1757 byl pověřen uvězněním a dohledem nad popravou admirála Johna Bynga odsouzeného k trestu smrti za ztrátu Menorcy (zastřelen byl na palubě lodi HMS Monarch, které Montagu velel). Další roky sedmileté války operoval převážně u evropských břehů s výjimkou jedné cesty na Barbados a ostrov Sv. Heleny. Po válce kotvil se svou lodí HMS Bellon v Portsmouthu. 
V roce 1770 byl povýšen do hodnosti kontradmirála a v roce 1771 byl jmenován vrchním velitelem u břehů severní Ameriky (North America Station). V roce 1776 obdržel hodnost viceadmirála a v letech 1776–1779 zastával funkci guvernéra a vrchního velitele v Newfoundlandu, přičemž tuto oblast chránil proti nájezdům amerických kolonistů. Po vyhlášení války s Francií se vrátil do Evropy a po bitvě u Ouessantu byl členem soudu nad svým přítelem admirálem Keppelem. V roce 1782 dosáhl hodnosti admirála a aktivní kariéru zakončil jako velitel v Portsmouthu (1783–1786).

## Rodina
V roce 1748 se oženil se Sophií Wroughton (1723–1802), s níž měl pět dětí. Nejstarší syn George zdědil později statky rodu Wroughton, mladší James zdědil panství Lackham House ve Wiltshire a koncem 18. století nechal přestavět zámek do dnešní podoby.
- 1. John (1749–1818), kněz anglikánské církve, doktor teologie
- 2. George (1750–1829), admirál Royal Navy, velitel v Portsmouthu 1803–1809
- 3. James (1752–1794), kapitán Royal Navy, padl v bitvě Slavného 1. června
- 4. Edward (1755–1799), plukovník, padl v Indii v bitvě u Seringapatamu
- 5. Sophia (1758–1854), manžel 1782 Sir George Thomas, 3. baronet z Yaptonu (1740–1815), poslanec Dolní sněmovny